# 3406 Omsk
3406 Omsk eller 1969 DA är en asteroid i huvudbältet som upptäcktes den 21 februari 1969 av den rysk- sovjetiska astronomen Bella Burnasjeva vid Krims astrofysiska observatorium på Krim. Den är uppkallad efter den ryska staden Omsk.
Asteroiden har en diameter på ungefär 16 kilometer.